# Eriskay Causeway
Der Eriskay Causeway ist ein Straßendamm, der die Hebrideninseln Eriskay und South Uist miteinander verbindet. Er ist das südlichste Glied eines Netzwerks von Dämmen und Brücken, der die größten Inseln der Inselgruppe verbindet. Mit einer Länge von etwa 1,5 km quert er den Eriskay-Sund, der beide Inseln voneinander trennt.
Der Bau des Straßendamms wurde im Jahr 2000 aufgenommen. Er erforderte finanzielle Mittel in der Größenordnung von 9,4 Mio. £. Damit handelt es sich um das teuerste zivile Bauprojekt, das jemals auf den Äußeren Hebriden realisiert wurde. Der Damm beginnt im Norden auf einem Kap nahe der Siedlung Ludag auf South Uist und erreicht Barra nahe der Siedlung Haun. Zur Eröffnung am 11. September 2002 erschienen der Earl und die Countess of Wessex. Im Unterschied zu anderen großen Straßendämmen zwischen Inseln der Äußeren Hebriden, wie etwa dem South Ford Causeway oder dem North Ford Causeway, ist die Straße auf dem Eriskay Causeway durchgehend zweispurig ausgebaut, wobei der Damm eine Breite von etwa zehn Metern aufweist.